# Siddeley Autocar Company
Siddeley Autocar Company Ltd. – dawne brytyjskie przedsiębiorstwo zajmujące się produkcją samochodów. Istniało w latach 1902–1905 z siedzibą w Coventry. Zostało założone przez Johna Davenporta Siddeleya, który po nabyciu doświadczenia w trakcie pracy w branży motoryzacyjnej zaczął samodzielnie montować samochody osobowe. W 1905 roku jego zakład został wykupiony przez Wolseleya. Wówczas stworzono spółkę Wolseley-Siddeley.
Początkowo montowano jednocylindrowy model 6 HP o pojemności 1319 cm³; czterocylindrowy 18 HP (3238 cm³); 25 HP (5276 cm³) oraz 32 HP. W 1905 pojawił się ulepszony model 6 HP o zwiększonej pojemności 1194 cm³, jak również dwucylindrowy 12 HP (2388 cm³), 13 HP, czterocylindrowy 15 HP (3142 cm³), 18 HP (4154 cm³) oraz 32 HP (5401 cm³ / 7060 cm³).

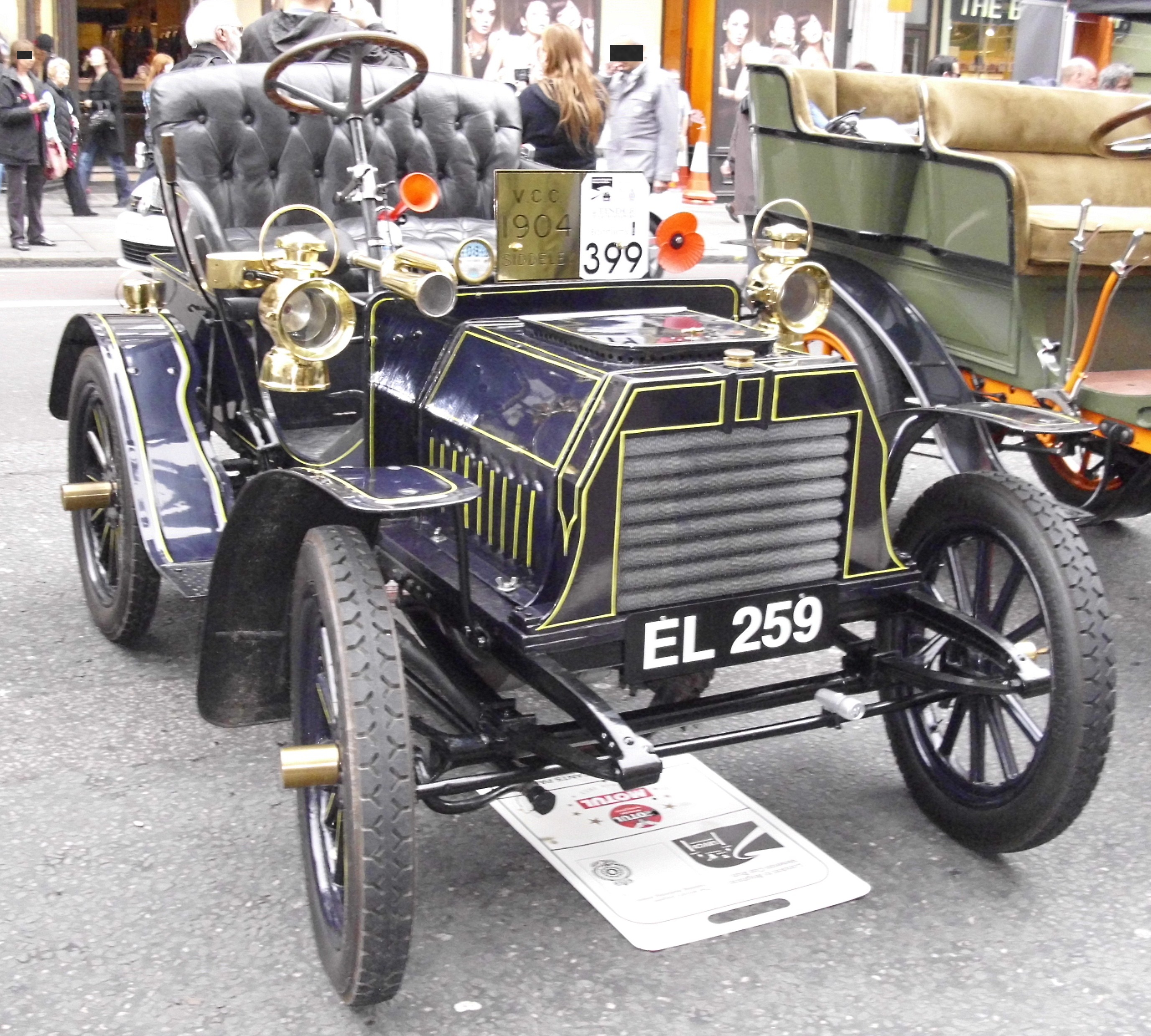
Siddeley model 1904